# Beccaria

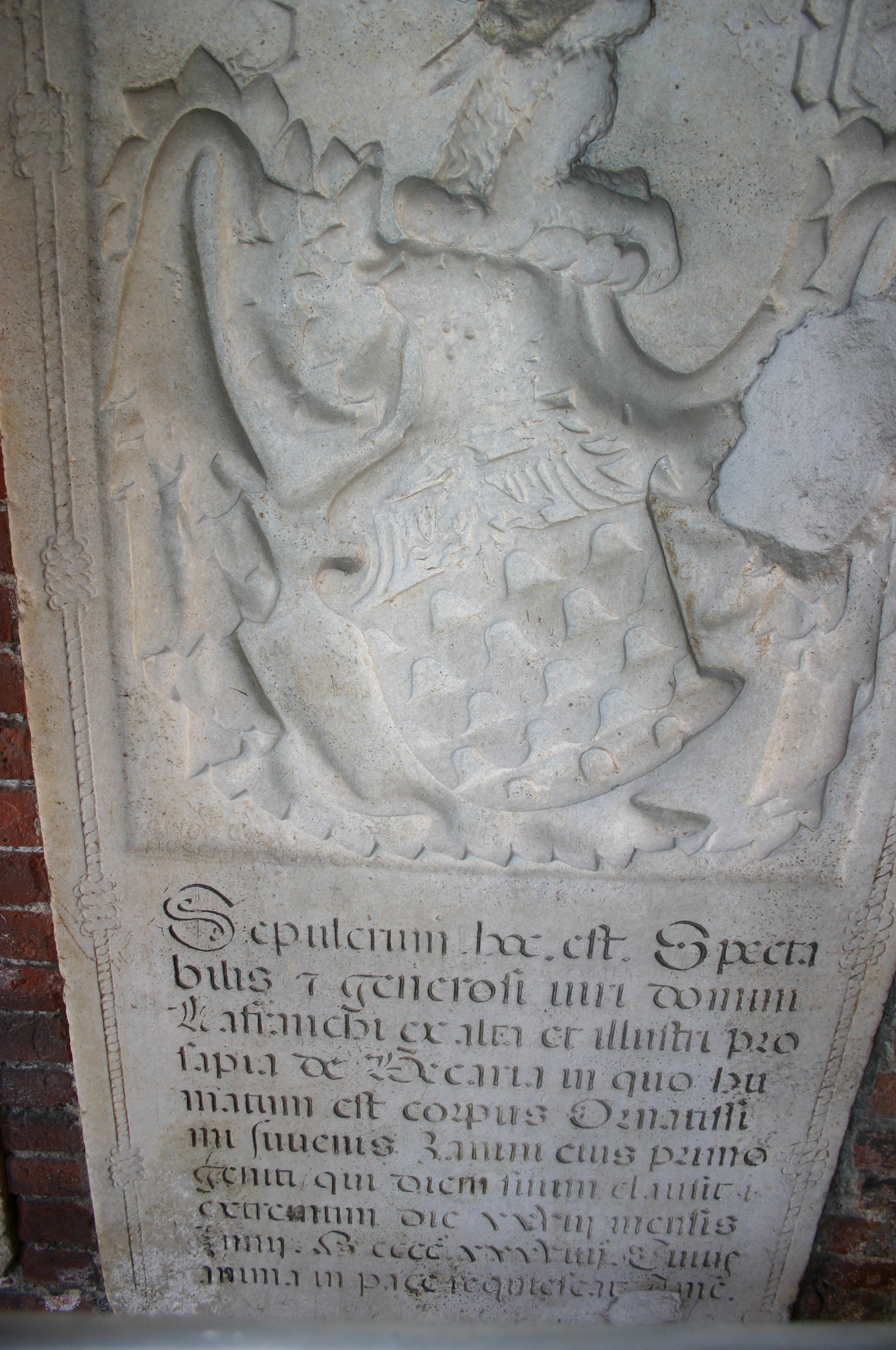
Stemma dalla lapide di Lanfranco Beccaria (1439).

I Beccaria furono una nobile casata di Pavia; tennero per un lungo periodo la signoria sulla città (XIII e XIV secolo) e, divisi in molti rami, ebbero diversi feudi nel territorio limitrofo.

## Storia

### Origini
Fin dal XII secolo, i Beccaria sono documentati tra i casati dell'aristocrazia consolare che deteneva allora il potere a Pavia. Possessori di vasti beni e castelli nel contado della città, aderirono nel corso del Duecento alla fazione Ghibellina, della quale divennero i principali fautori a Pavia.
Tuttavia, a partire dall'età moderna, furono formulate da eruditi locali diverse leggende sull'origine del casato, tra le quali quella che farebbe discendere i Beccaria da un certo Beccarius vissuto all'epoca di Costantino, o quella che li ascriverebbe alla famiglia gli eroi pavesi Achille, Sforza e Palamede, crociati celebrati dal Tasso, ma si tratta di ipotesi prive di ogni fondamento storico. 
Più recentemente, alcuni studiosi locali hanno tentato di dimostrare l'origine longobarda della stirpe attraverso l'analisi del loro cognome, formato, secondo alcuni, da due termini longobardi (popolo da cui discende la stirpe): "Berk" e "Skaria", ossia "uomo della difesa" o "capitano della difesa", in quanto ricoprenti alte cariche militari presso quella popolazione di origine germanica ("I Beccaria", Dino Beccaria - 1959).  Una seconda origine etimologica (sempre tratto da "I Beccaria", Dino Beccaria - 1959), ricollega il cognome alla parola longobarda "Behhari" (in longobardo la "h" si pronuncia come la "c") che stava ad indicare una speciale coppa in uso presso quelle genti, utilizzata esclusivamente da alti ministri e persone di alto rango.
Secondo un'ultima teoria, il termine "beccaria" potrebbe essere erroneamente accomunato alla parola macelleria, ma il motivo di questa denominazione non va ricercato nella professione originaria, bensì nella zona di Pavia da essi abitata: erano "quelli della Beccaria" nel senso che abitavano in un quartiere al centro della città, dove anticamente avevano bottega molti macellai (via Beccaria, già Contrada delle Beccherie, presso il duomo).

### XIII secolo
Nel XIII secolo la famiglia appariva già ramificata, e difficile è stabilire la parentela di diversi personaggi noti per quell'epoca, consoli e podestà (in diverse città padane), vescovi e abati, come Tesauro Beccaria, abate generale dei Vallombrosiani e legato pontificio a Firenze nel 1250. Il capostipite del ramo principale della famiglia fu Murro (morto nel 1259), podestà di Bergamo e Piacenza e infine capitano del popolo a Pavia. Gli successe il figlio Giovannone (o Zanone), seguito dal figlio Manfredo (morto nel 1322). Questi lottò a lungo contro la fazione guelfa, capeggiata dai Langosco, che presero il potere attorno nel 1300, perdendolo quindici anni dopo per l'intervento di Matteo Visconti. Manfredo può essere considerato il primo membro della famiglia divenuto signore di Pavia. Nel 1282 egli divenne podestà del Popolo e della Mercanzia. Ancora nel marzo 1289 Manfredo figurava come podestà del popolo: la crescente egemonia del Beccaria sulle istituzioni comunali era appoggiata dai cittadini meno abbienti, che lo vedevano come interprete delle loro richieste, e contestata dai milites, che per alcuni mesi riuscirono a esiliarlo, assieme a diversi popolari che si erano mobilitati a suo favore.
Quando nel 1290 gli aristocratici cercarono di imporre come capitano del popolo un individuo poco gradito alla popolazione, Olivo Giorgi, nella città si levò un «grandissimo rumore», i milites furono cacciati e Manfredo ricevette la carica con durata decennale di «podestà del popolo, della mercanzia e del collegio dei notai». Gli Annales Parmenses maiores ricordano che i popolari avevano preso le porte della città e fatto ritornare il Beccaria, che fu reintegrato con ogni onore nelle funzioni di comando («in omni honore et dominio per populum Papie»).

### XIV secolo
L’entrata in città dei Visconti nel 1315 ristabilì la posizione di Manfredo, dopo essere rimasto confinato a Busalla durante l’egemonia dei Langosco ed essere temporaneamente rientrato nel 1311, quando giurò, assieme agli intrinseci, la signoria di Enrico VII sulla città. Negli stessi anni, Beccario Beccaria, laureato in diritto e giudice, svolse un'intensa attività amministrativa e politica, spesso al servizio dei Visconti, in gran parte dell'Italia centro-settentrionale. Fu, infatti, tra il 1322 e il 1341, podestà di Monza, Savona, Como, Vercelli, Bergamo, Mantova, Lucca, Asti e Milano, dove promosse molti interventi edilizi, tra cui la sistemazione dell'arengario. A Pavia riformò gli statuti dei Mercanti e fu anche un grande bibliofiloː uno dei migliori manoscritti della Divina Commedia, ora conservato a Piacenza, fu fatto trascrivere nel 1336 da Beccario al famoso amanuense Antonio da Fermo.
Musso, figlio di Manfredo, recuperò la signoria di Pavia, e morì nel 1341, lasciando a sua volta il potere al figlio Castellino, che "governò" la città e il suo territorio fino alla morte (1354 o 1358). Castellino, e già il padre Musso, erano ormai noti come "Principi" della città. Va comunque evidenziato che i Beccaria esercitarono su Pavia e il suo vasto territorio una signoria "velata", poiché formalmente lasciarono in vita tutte le precedenti istituzioni comunali e seppero coltivare il consenso di larghe fasce della popolazione urbana e rurale difendendo sia gli interessi dei ceti popolari sia quelli delle casate nobiliari. Grazie a questo consenso, la famiglia riuscì a instaurare un governo solido, caratterizzato da un bassissimo tasso di conflittualità, e a controllare il dissenso sociale. Inoltre i Beccaria riuscirono a stringere una rete di legami con le potenze signorili dell'Italia settentrionale, come i Visconti, i marchesi di Saluzzo, i Gonzaga (nel 1340 Camilla Beccaria fu data in sposa a Guido Gonzaga), i Suardi a Bergamo e i marchesi di Monferrato, dai quali ottennero nel 1351 i feudi di Occimiano, Grana, Motta Grana e Baldesco. Tuttavia, morto Castellino, i nemici dei Beccaria rialzarono la testa. Nel 1357 i Beccaria furono espulsi da Pavia e fu instaurato in città un governo popolare retto dal frate Iacopo Bussolari e controllato dal Marchese di Monferrato, Pavia era tuttavia in guerra contro i Visconti che, nel 1359,  dopo un lungo assedio, conquistarono la città. 
I Beccaria, che nel frattempo si erano alleati ai Visconti, aiutandoli anche militarmente, poterono così rientrare a Pavia e ottennero da Galeazzo II Visconti la restituzione dei loro beni e privilegi. Con la morte di Gian Galeazzo Visconti, nel 1402, i Beccaria tentarono di riprendere il controllo della città e del suo territorio, ma Filippo Maria Visconti li stroncò facendo mettere a morte Lancillotto e Castellino Beccaria nel 1415 e nel 1418. Altri membri della casata rimasero invece aderenti alla parte viscontea, come Francesco Beccaria, condottiero di Filippo Maria Visconti, e alcuni di essi si specializzarono nello studio del diritto, quali Ludovico e Pietro Beccaria, docenti presso l'università di Pavia, rispettivamente,  nel 1431 e nel 1443 e Pietro nella seconda metà del XVI secolo. Sempre in età spagnola, altri componenti della famiglia si diedero al mestiere delle armi, come Giovanni, capitano negli eserciti del re di Spagna, o divennero cavalieri di Malta, quali Alessandro, Giulio e Francesco Beccaria del Monte. Beccaria erano proprietari di numerosi palazzi a Pavia, tra di essi ricordialo: Casa Beccaria, Casa di Alboino, Palazzo Beccaria, Palazzetto Beccaria, Palazzo Carminali Bottigella e Casa Beccaria May.

## Rami della famiglia
Nelle grazie dei nuovi signori, i vari rami dei Beccaria mantennero e incrementarono il loro patrimonio e i loro feudi. I documenti del casato sono conservati in parte nell'Archivio Storico Civico di Pavia e in parte nell'archivio di Stato di Pavia. Ricordiamo le principali linee in cui si era divisa la famiglia.

### Fiorello
- Beccaria di Messer Fiorello. Ne fu capostipite Fiorello, fratello di Castellino, che condivise con lui il dominio su Pavia. Sposò Filippina Sannazzaro dei signori di Pietra (attuale Pietra de' Giorgi); fece costruire il castello di Rocca de' Giorgi che da lui fu detto di Messer Fiorello, o Rocca Firella. I suoi discendenti ebbero il dominio su Pietra (detta allora Pietra Beccaria) e su parte di Broni; il castello di Castana appartenne ai Beccaria sino al 1531. Si estinsero nel XVI secolo.

### Manfredo
- Da Manfredo, fratello di Castellino e Fiorello, discesero i Beccaria di Gropello, signori di Gropello Cairoli: gli succedettero il figlio Corrado, il nipote Manfredo, la cui figlia Oretta, sposando Gaspare Visconti portò in quella famiglia i beni di questa linea.

### Leodrisino

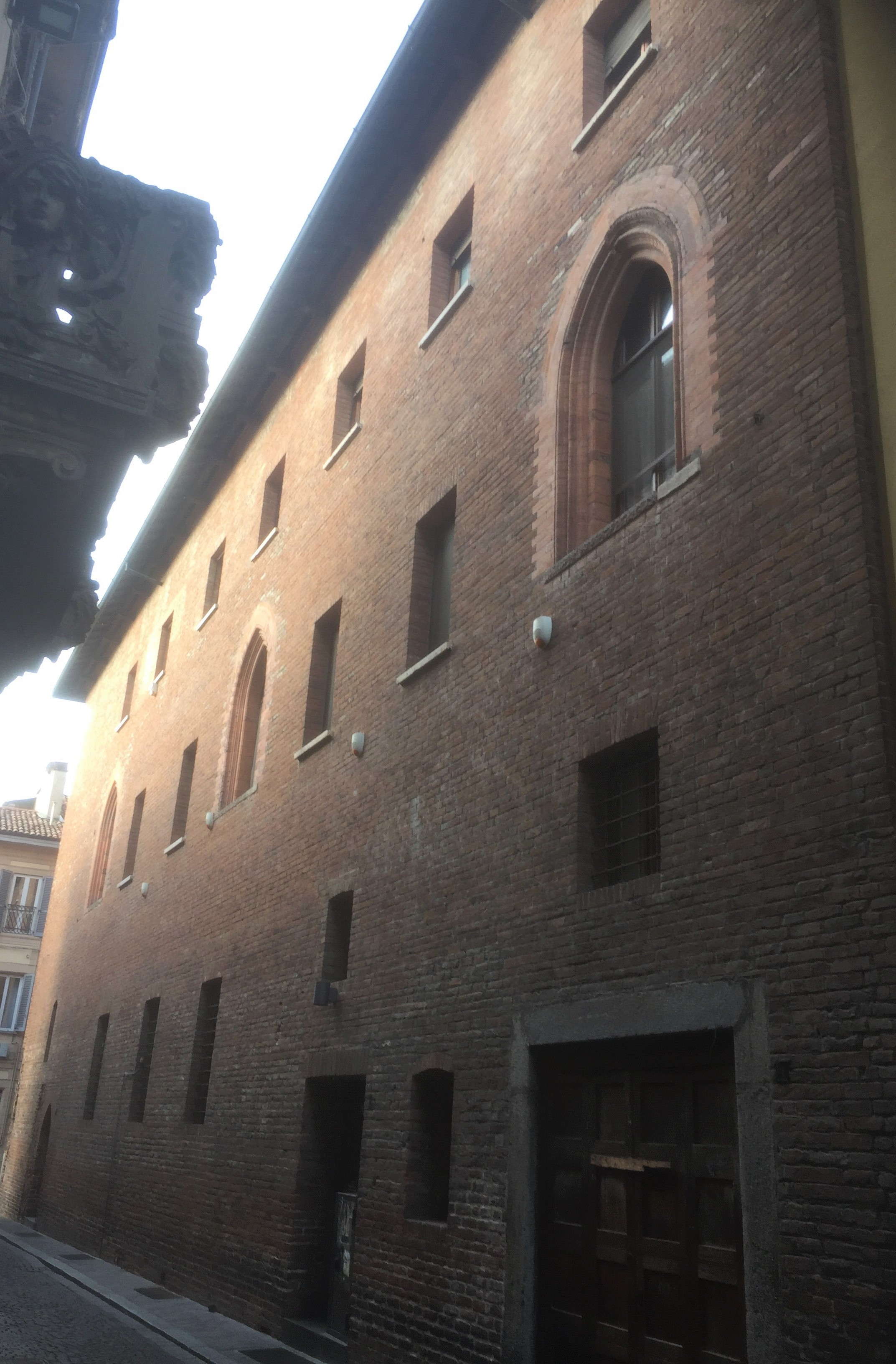
Palazzo Beccaria a Pavia, forse la primitiva dimora del casato in città.

- Da Leodrisino, altro fratello di Castellino, attraverso i due figli Musso e Manfredo, discesero le linee dei Beccaria di Robecco e dei Beccaria di Santa Giuletta. Capostipite della prima fu Musso, i cui figli Castellino iunior e Lancelotto ordirono una ribellione contro Filippo Maria Visconti, ma furono alla fine sconfitti e uccisi. I loro discendenti riottennero il feudo di Robecco, e si estinsero nel XVIII secolo. La linea di Santa Giuletta iniziò con Manfredo, e si estinse nel XVII secolo. Era la più potente di tutto il casato: nelle varie linee in cui a sua volta si divise, ebbe il dominio su Santa Giuletta, Sant'Alessio (dove controllavano anche il castello) e infine (Beccaria di Montebello) Montebello, Montecalvo e Retorbido.

### Beccaria di Pieve
- Beccaria di Pieve. Discendevano da Zanone, fratello di Musso, attraverso il figlio Rainaldo. Ereditarono il feudo di Montù Beccaria, ed ebbero inoltre Pieve del Cairo e il feudo di Mondondone (Codevilla e Torrazza Coste); si estinsero alla fine del XVI secolo.

### Beccaria di Arena Po
- Beccaria di Arena Po. Discendevano anch'essi da Zanone, attraverso l'altro figlio, Milano. Il loro feudo di Arena Po fu confiscato come punizione per la partecipazione alla rivolta di Castellino e Lancelotto, e rimase loro solo il piccolo feudo di Bosnasco. Si estinsero nel XVIII secolo.

### Beccaria di San Gaudenzio
- Beccaria di San Gaudenzio. Discendevano da Corradino, altro fratello di Musso; ebbero il feudo di Cervesina e San Gaudenzio.

### Beccaria del Mezzano
- Beccaria del Mezzano. Discendevano da Zuffredo, fratello di Manfredo; ebbero il feudo di Mezzano Siccomario e Gerrechiozzo, successivamente gestito dai conti Pilla di San Protaso, (Travacò Siccomario) con molte terre vicine, e si estinsero nel XVIII secolo.

Oltre ai rami principali, tutti estinti, la casata dei Beccaria ne conta molti altri, di cui alcuni tuttora fiorenti.